# 戴異
戴異（？—166年），沛国人，东汉人物。
汉桓帝延熹九年（166年），沛国人戴异得到一个黄金印，没有文字，遂和广陵人龙尚等人一起祭井，伪造天降的符书，自称为太上皇。事发后，被汉朝廷逮捕诛杀。